# Koji Morisaki
Koji Morisaki (Japans: 森﨑 浩司, Morisaki Kōji) (Hiroshima, 9 mei 1981) is een Japans voetballer.

## Clubcarrière
Koji Morisaki tekende in 2000 bij Sanfrecce Hiroshima.

## Olympische Spelen
Morisaki vertegenwoordigde zijn vaderland op de Olympische Spelen 2004 in Athene, waar de selectie onder leiding van bondscoach Masakuni Yamamoto in de groepsronde werd uitgeschakeld. 